# Știința informației

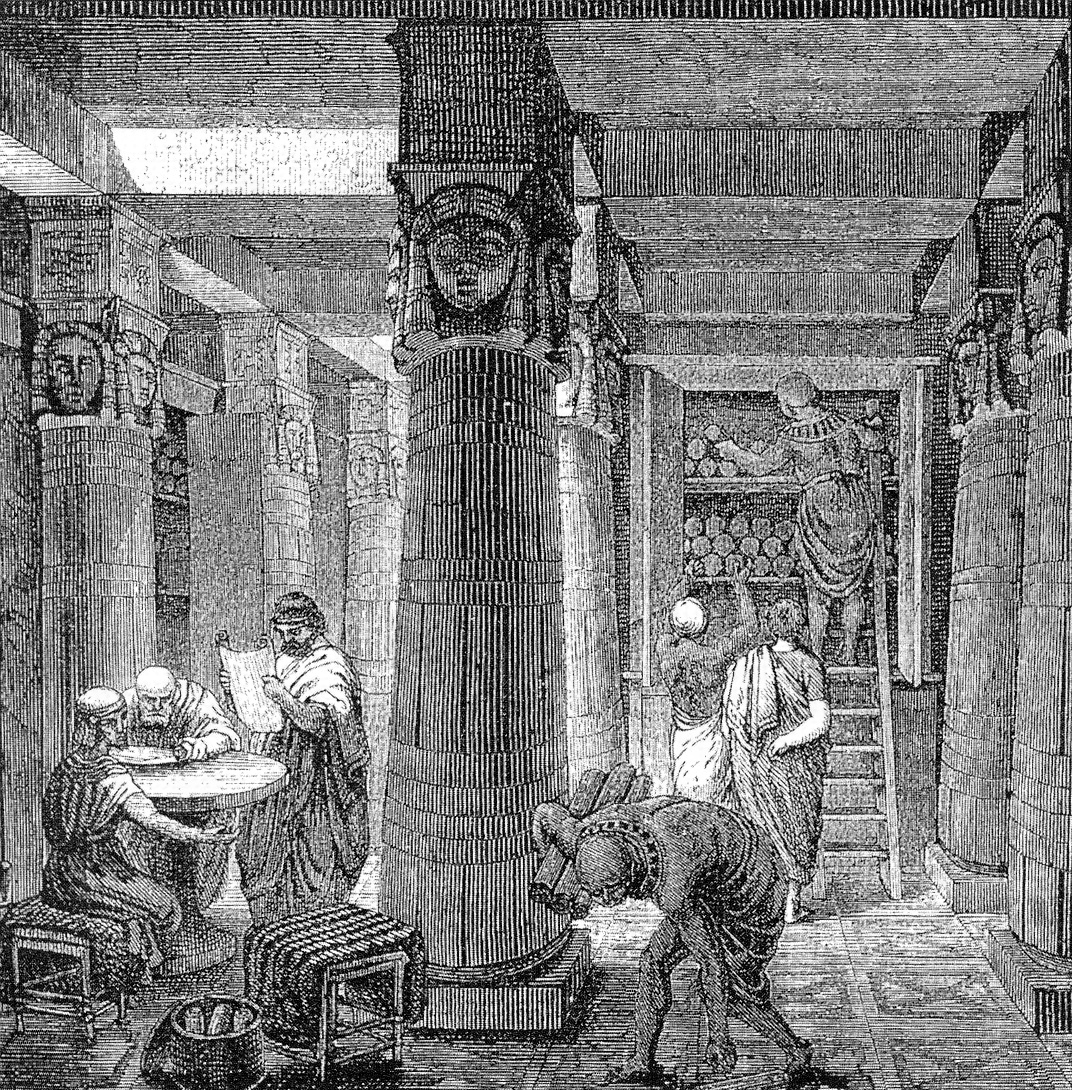
Biblioteca din Alexandria, o formă timpurie de stocare și regăsire a informațiilor.

Știința informației este un domeniu preocupat în principal de analiza, colectarea, clasificarea, manipularea, stocarea, preluarea, mișcarea, diseminarea și protecția informațiilor. Practicanții din cadrul și din afara studiului aplicării și utilizării cunoștințelor în organizații, alături de interacțiunea dintre oameni, organizații și orice sisteme informaționale existente, cu scopul de a crea, înlocui, îmbunătăți sau înțelege sisteme informaționale. Istoric, știința informației este asociată cu informatică, psihologie, tehnologie și agențiile de informații. Cu toate acestea, știința informației include, de asemenea, aspecte din diverse domenii, precum știința arhivistică, știința cognitivă, comerțul, dreptul, lingvistica, muzeologia, managementul, matematica, filozofia, politica publică și științele sociale.

## Legături externe
- Knowledge Map of Information Science
- Journal of Information Science
- Digital Library of Information Science and Technology open access archive for the Information Sciences
- Current Information Science Research at U.S. Geological Survey Arhivat în 21 mai 2012, la Wayback Machine.
- Introduction to Information Science Arhivat în 13 mai 2021, la Wayback Machine.
- The Nitecki Trilogy Arhivat în 19 martie 2011, la Wayback Machine.
- Information science at the University of California at Berkeley in the 1960s: a memoir of student days
- Chronology of Information Science and Technology Arhivat în 14 mai 2011, la Wayback Machine.
- LIBRES – Library and Information Science Research Electronic Journal - Arhivat în 5 iunie 2014, la Wayback Machine.
- Curtin University of Technology, Perth, Western Australia Arhivat în 5 iunie 2014, la Wayback Machine.